# TensorFlow
TensorFlow è una libreria open source per l'apprendimento automatico, che fornisce moduli sperimentati e ottimizzati, utili nella realizzazione di algoritmi per diversi tipi di compiti percettivi e di comprensione del linguaggio. È una seconda generazione di API, utilizzata da una cinquantina di team attivi sia in ambiti di ricerca scientifica, sia in ambiti di produzione; è alla base di dozzine di prodotti commerciali Google come il riconoscimento vocale, Gmail, Google Foto, e Ricerca. Questi team hanno usato in precedenza DistBelief, la prima generazione di API. TensorFlow fu sviluppato dal team Google Brain e reso disponibile il 9 novembre 2015, nei termini della licenza open source Apache 2.0.

## Supporto hardware e software
TensorFlow è compatibile con i principali sistemi operativi a 64 bit (Windows, Linux e Mac OS X) e Android. Sebbene all'inizio la documentazione ufficiale parlasse di una limitata compatibilità hardware, la libreria può funzionare su numerosi tipi di CPU e anche su GPU, grazie al supporto di linguaggi come CUDA o OpenCL.
Inoltre Google ha ideato e realizzato un processore ASIC espressamente dedicato a questo linguaggio, chiamato TPU (Tensor Processing Unit), con una capacità di calcolo di 180 teraflop, nella seconda versione.

## Caratteristiche
TensorFlow fornisce API native in linguaggio Python, C/C++, Java, Go, e RUST. API di terze parti disponibili sono in C#, R e Scala. Da ottobre 2017 ha integrato la funzionalità Eager Execution, che permette l'esecuzione immediata delle operazioni richiamate da Python.